# У французских каминов
«У французских каминов» (нем. An französischen Kaminen) — фильм 1963 года производства ГДР режиссёра Курта Метцига.

## Сюжет
1960-е годы. Полк солдата Бундесвера прибывает во Францию для участия в учениях НАТО. Солдат полка Клаус влюбляется во француженку Жанну. Клаус узнаёт, что его командование в ходе учений намерено «случайно» уничтожить руины местной церкви, в которой в 1944 году немецкими оккупантами были убиты мирные жители. Местный журналист, который исследует это событие, обнаруживает, что во время войны приказ на акцию дал нацистский генерал Рукерт, ныне западногерманский натовский генерал. Командир полка Зиберт приказывает нескольким солдатам, в том числе Клаусу, украсть у журналиста документы, обличающие Рукерта. Вскоре журналист погибает в странной автомобильной аварии. Клауса мучает совесть, и он похищает документы у Зиберта и бежит из Бундесвера, но во Франции, пока де Голль ещё не решился выйти из НАТО, он не в безопасности, а документы никого не интересуют, кроме нескольких патриотов Франции, которым Клаус и передаёт их через Жанну, чьё уважение и любовь он заслужил.

## В ролях
- Арно Выцневский — Клаус Вецлаф
- Ангелика Домрёзе — Жанна
- Ханньо Хассе — Зиберт
- Гарри Хиндемит — Бургиньон
- Раймунд Шельхер — Людовик
- Гюнтер Зимон — генерал Рукер
- Эвелин Крон — Жоржетта
- Йорг Келер — Гастон
- Герд Бивер — Мулинье
- Герри Вольф — Жерар
- Марианна Вюншер — Мариетта
- Альберт Цан — Леперрет
- Хорст Йонишкан — Арнольд Мюллер
- Вилли Нойенхан — Хайнеман
- Вернер Рёвекамп — человек из секретной службы
- Ханс Фельднер — Эмилье
- Герхард Рахольд — человек из криминальной полиции
- Фреди Бартен — Вирт
- Харальд Хаузер — репортёр
- Гюнтер Юнгханс — солдат Бундесвера
- Ханс-Хартмут Крюгер — Франсуа

## Показ в СССР
Фильм дублирован на русский язык на Киностудии имени М. Горького в 1963 году.
В прокате в СССР с 8 июля 1963 года, 26 ноября 1963 был показан по телевидению.